# Poninka
Poninka (ukr. Понінка) – osiedle typu miejskiego na Ukrainie w rejonie połońskim obwodu chmielnickiego. 7120 mieszkańców (2025), dla porównania spis powszechny w 2001 zanotował ich 8002.
W pobliżu osiedla jest stacja kolejowa Poninka.